# Vlado Jukić (psihijatar)
Vlado Jukić (Osoje (Posušje, BiH), 23. lipnja 1951. - Zagreb, 3. ožujka 2019.), bio je istaknuti hrvatski psihijatar

## Životopis
Rodio se u Osoju kod Posušja. U Posušju je završio osnovnu školu i gimnaziju. Studirao je medicinu u Zagrebu gdje je diplomirao na Medicinskom fakultetu 1976. godine. 
Magistrirao je radom Prekid stacionarnog liječenja i čuvanja psihički abnormalnih delinkvenata, a mentor je bio Rudolf Turčin. Doktorirao je radom Utjecaj stresova na kliničku sliku posttraumatskog stresnog poremećaja u hrvatskih ratnih stradalnika kod mentora Eduarda Klaina 1997. godine.
Ostvario je najviša stručna i znanstvena dostignuća. Obnašao je mnoge visoke dužnosti. Dugo je godina bio ravnateljem Klinike za psihijatriju Vrapče. Bio je širokog raspona interesa. Vrlo predan svome zvanju, utjecao je na položaj i mjesto suvremene hrvatske psihijatrije. Radom je zadužio i širu društvenu zajednicu. Borio se za prava osoba s duševnim smetnjama i pokrenuo je ideju o proglašenju Dana prava osoba s duševnim smetnjama. Umro je u Zagrebu 3. ožujka 2019. godine.

## Nagrade i priznanja
Dobio mnoštvo nagrada i odlikovanja.

## Djela
Časopisi i enciklopedija u kojima je objavio članke su:
- Socijalna psihijatrija
- Encyclopaedia moderna
- Bogoslovska smotra
- Collegium antropologicum
- Medix
- Psychiatria Danubina
- Služba Božja

Objavio je knjige:
- Psihoze : (podsjetnik za dijagnostičare)
- Hrvatska psihijatrijska publicistika
- Izgradnja, dogradnje i adaptacije zgrada i drugih infrastrukturnih objekata Bolnice „Vrapče“ od 1877. do 2014. godine : iz povijesti Bolnice "Vrapče"